# Beta Canis Majoris
Désignations
Beta Canis Majoris (β CMa / β Canis Majoris, Bêta du Grand Chien), également nommée Mirzam, est une étoile de la constellation du Grand Chien. D'après la mesure de sa parallaxe annuelle par le satellite Hipparcos, elle est située à environ ∼ 490 a.l. (∼ 150 pc) de la Terre. Elle s'éloigne du Système solaire à une vitesse radiale de +34 km/s.

## Noms
Mirzam est le nom propre de l'étoile qui a été approuvé par l'Union astronomique internationale le 20 juillet 2016. Il s'agit d'un nom traditionnel. Parfois orthographié Murzim, Mirza, voire Mirtsam, il est d'origine arabe (مرزم, « le héraut » ou l'« annonceur ») et fait probablement référence à sa position, précédant Sirius (α Canis Majoris) dans le ciel nocturne (c'est-à-dire en se levant avant lui).

## Caractéristiques principales

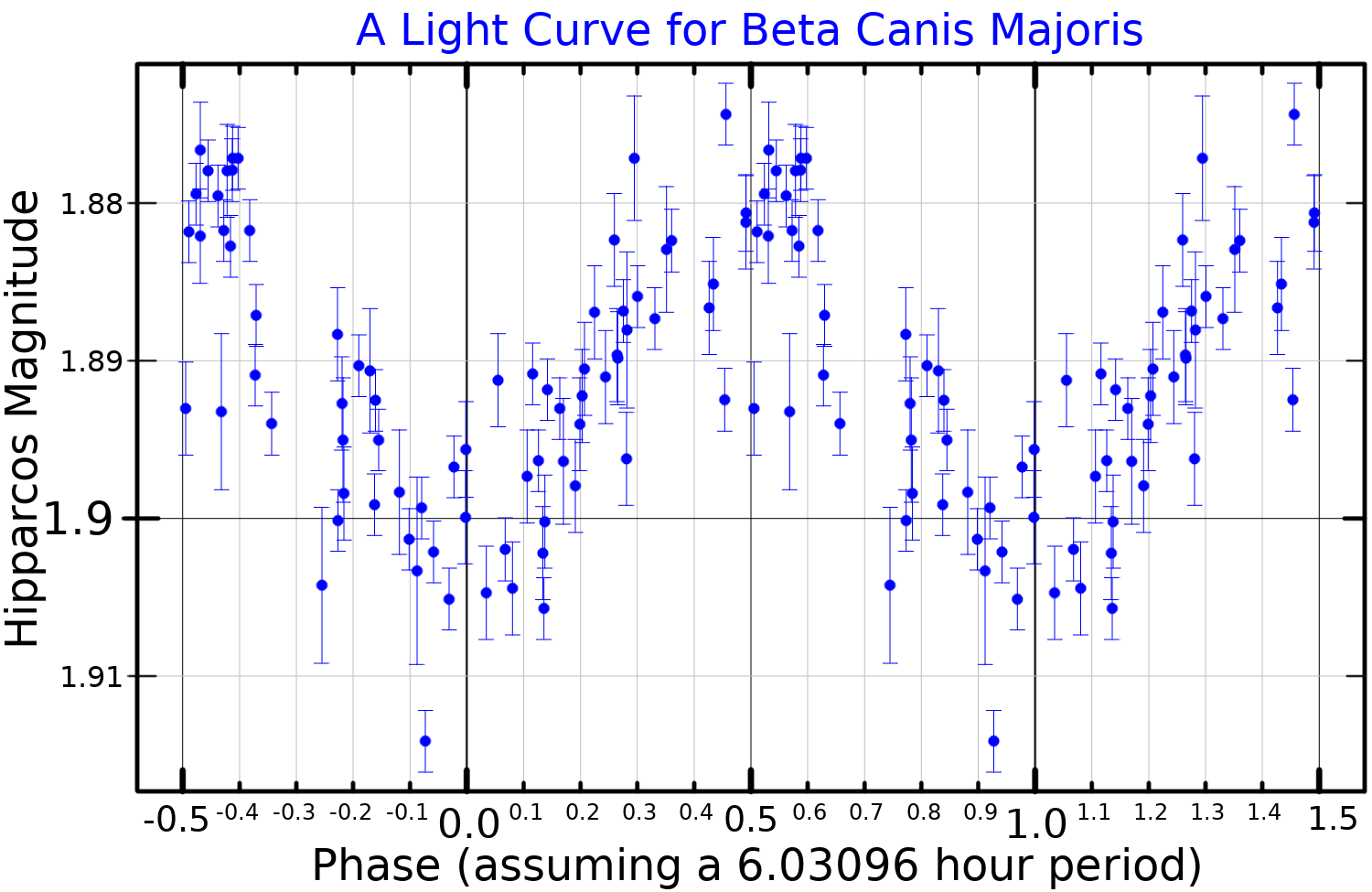
Courbe de lumière de Beta Canis Majoris, tracée à partir des données du satellite Hipparcos.

Mirzam est une étoile géante bleue de type spectral B1 II-III. C'est une étoile variable de type Beta Cephei dont la luminosité varie entre 1,97 et +2,00 au cours d'une période de 6,03 heures.